# ICN Business School
Pour les articles homonymes, voir ICN.
 (septembre 2020).
Si vous disposez d'ouvrages ou d'articles de référence ou si vous connaissez des sites web de qualité traitant du thème abordé ici, merci de compléter l'article en donnant les références utiles à sa vérifiabilité et en les liant à la section « Notes et références ».
ICN Business School est une école de commerce privée sous contrat située à Nancy. L'école dispose aujourd'hui de trois campus : deux en France (Nancy et Paris) et un en Allemagne (Berlin).
Elle propose deux formations post-bac : le Bachelor en Management (Bac+3) et l'International BBA (Bac+4), ainsi que le master, avec le programme Grande École (Bac+5) et 12 MSc (Bac+5) dans les domaines suivants : Ressources humaines, audit, finance, management, marketing ou encore luxe.

## Histoire
ICN Business School, fondée en 1905 sous le nom d’Institut Commercial de Nancy, est née de la collaboration entre l’Université de Lorraine et la Chambre de commerce et d’industrie de Meurthe-et-Moselle. À ses débuts, l’école avait pour objectif de former des cadres en gestion et commerce, alignée avec le tissu économique régional. 
Le tournant majeur s’opère en 2003 quand l’Institut Commercial de Nancy devient ICN Business School, un établissement privé d’enseignement supérieur reconnu par l’État, tout en restant étroitement associé à l’Université de Lorraine. Cette évolution conduit à étendre l'offre de formation, notamment avec des programmes post-bac (Bachelor, International BBA) et des masters dont le programme Grande École et plusieurs MSc.

## Campus

### Nancy
Le campus Artem à Nancy s’étend sur 97 000 m² et est partagé avec Mines Nancy et l’École nationale supérieure d’Arts et de Design de Nancy. On y trouve l’école et la Station A, endroit où les étudiants peuvent mener leurs projets de groupe.

### Paris La Défense
ICN Business School a installé son antenne parisienne au cœur du quartier de la Défense, près des sièges des entreprises du CAC 40.

### Berlin
Le nouveau campus ICN Berlin est situé au cœur du Mitte, au centre de la capitale allemande. Il est implanté à l’angle de la Französische Straße (rue Française) et de la Friedrichstraße, au Quartier 207, pensé et réalisé en 1996 par l’architecte français Jean Nouvel.

## Critiques et polémiques

### Rachat par le groupe britannique GEDU
L'ICN Business School a fait l'objet de critiques et de polémiques à la suite de son rachat par le groupe britannique GEDU (Global Education) en 2024 : en juillet, ICN annonce une négociation exclusive avec ce groupe d’enseignement supérieur présent dans 12 pays, pour répondre à des difficultés financières (2,8 millions d’euros de déficit en 2022-2023) et à une concurrence accrue dans le secteur des écoles de commerce.

#### Perte d'autonomie et statut lucratif
Le partenariat, officialisé en novembre 2024, annonce un adossement structurel où GEDU détient 85 % des parts de l’école. ICN devient donc une société commerciale (SAS), et son statut associatif est caduque. En effet, ce partenariat a entraîné la perte du label EESPIG (Établissement d'enseignement supérieur privé d'intérêt général) qui garantissait une mission de service public. Ainsi, ce partenariat fait lever des doutes quant à l'indépendance d'ICN chez certains acteurs.

#### Opposition syndicale et sociale
Bien que la direction affirme préserver son autonomie académique, des syndicats, étudiants et élus locaux ont émis des réserves. Selon eux, l'influence de ce groupe britannique pourrait entraîner l'imposition de logiques de volume (hausse du nombre d'étudiants) ou une digitalisation accélérée, en réduisant l'enseignement présentiel, et donc la pédagogie ATM, à des fins d'économie et de profit.
Les syndicats (CGT en tête) ont exprimé leur hostilité dès juillet 2024, en critiquant le manque de transparence et la transformation en société commerciale. En août, les syndicats ont demandé un report de l’avis consultatif, arguant que la consultation avait eu lieu pendant les vacances, rendant la procédure illégitime. Le tribunal a finalement déclaré leur demande irrecevable en octobre 2024.

#### Réponse de l'école
Le 5 août 2024, la direction d'ICN justifie ce rachat dans un article de la gazette, en soulignant la nécessité de sécuriser son avenir dans un environnement concurrentiel grâce au réseau mondial de GEDU et son expertise en formation numérique. Florance Legros, directrice générale, insiste néanmoins sur la préservation de l'autonomie pédagogique et des valeurs historiques de l'école :
«L’enseignement supérieur est actuellement confronté à des bouleversements majeurs de ses fondamentaux de marché (concurrence renforcée, accélération nécessaire des investissements matériels et immatériels, investissements en capital humain) [...] La situation de l’école est forte académiquement mais elle doit se renforcer économiquement. » 